# Песковці
Песковці (словен. Peskovci) — поселення в общині Горні Петровці, Помурський регіон, Словенія. Висота над рівнем моря: 260,7 м.